# Minoru Sano
Pour les articles homonymes, voir Sano (homonymie).
 (mai 2025).
Si vous disposez d'ouvrages ou d'articles de référence ou si vous connaissez des sites web de qualité traitant du thème abordé ici, merci de compléter l'article en donnant les références utiles à sa vérifiabilité et en les liant à la section « Notes et références ».
Minoru Sano (佐野 稔), né le 3 juin 1955 à Isawa au Japon, est un patineur artistique japonais, quintuple champion du Japon de 1973 à 1977.

## Biographie

### Carrière sportive
Minoru Sano domine le patinage japonais en devenant cinq fois consécutivement champion du Japon entre 1973 et 1977.
Il représente son pays à cinq mondiaux (1973 à Bratislava, 1974 à Munich, 1975 à Colorado Springs, 1976 à Göteborg et 1977 à Tokyo) et aux Jeux olympiques d'hiver de 1976 à Innsbruck.
Lors des mondiaux de 1977 à Tokyo, il conquiert la médaille de bronze ; c'est la première fois qu'un représentant japonais monte sur un podium mondial de patinage artistique. Le Japon ne remporte pas d'autre médaille mondiale en simple messieurs avant la médaille de bronze de Takeshi Honda en 2002 ! Minoru Sano prend ensuite sa retraite sportive, à la suite de ces mondiaux.

### Reconversion
Après sa retraite sportive, il devient patineur professionnel. En 1978, il fonde « Viva! Ice World » (rebaptisé « Prince Ice World » en 1988), le premier spectacle sur glace au Japon.
Il apparaît dans de nombreuses émissions de télévision en tant qu'acteur, présentateur de télévision ou invité. Il sort également des singles pop. Il contribue à populariser le patinage artistique au Japon.
Aujourd'hui, il est commentateur à la télévision et entraîneur de patinage artistique. Ses anciens élèves les plus connus sont Shizuka Arakawa et Yamato Tamura.

## Palmarès
| Compétition             | 1971    | 1972    | 1973    | 1974    | 1975    | 1976    | 1977    |  |  |  |  |  |  |  |
| Jeux olympiques d'hiver |         |         |         |         |         | 9e      |         |  |  |  |  |  |  |  |
| Championnats du monde   |         |         | 14e     | 8e      | 10e     | 7e      | 3e      |  |  |  |  |  |  |  |
| Championnats du Japon   | 3e      | 2e      | 1er     | 1er     | 1er     | 1er     | 1er     |  |  |  |  |  |  |  |
|                         |         |         |         |         |         |         |         |  |  |  |  |  |  |  |
| Autres Compétitions     | 1970/71 | 1971/72 | 1972/73 | 1973/74 | 1974/75 | 1975/76 | 1976/77 |  |  |  |  |  |  |  |
| Skate Canada            |         |         |         | 3e      | 2e      |         |         |  |  |  |  |  |  |  |
| Moscou Skate            |         |         |         |         | 3e      |         |         |  |  |  |  |  |  |  |
|                         |         |         |         |         |         |         |         |  |  |  |  |  |  |  |